# Love Me Tonight
Love Me Tonight – utwór białoruskiej wokalistki Anżaliki Ahurbasz napisany przez greckich twórców – Nikosa Terzisa i Nektariosa Tyrakisa oraz wydany w formie singla w 2005 roku.
Utwór reprezentował Białoruś podczas jubileuszowego, 50. Konkursu Piosenki Eurowizji. Początkowo krajowe eliminacje wygrała piosenka „Boys and Girls”, jednak na początku marca Ahurbasz podjęła decyzję o zmianie swojej konkursowej piosenki i ostatecznie wybrała singiel „Love Me Tonight”, wybrany spośród dwóch nowo nagranych kompozycji (drugą była piosenka „Show Me Your Love Honey” izraelskiego kompozytora Svicy'ego Picki).
18 maja Ahurbasz zaprezentowała utwór w półfinale konkursu i zajęła ostatecznie trzynaste miejsce z 67 punktami na koncie, przez co nie awansowała do finału.
Pod koniec marca ukazał się oficjalny teledysk do utworu.

## Lista utworów
CD Single
1. „Love Me Tonight” – 3:00
2. Angelica Agurbash – Photo & Biography

CD Maxi-Single
1. „Love Me Tonight” – 3:00
2. „Boys & Girls” – 2:57
3. „Let Your Spirit Fly” (z Filippem Kirkorowem) – 6:50
4. „Jalma” (z Filippem Kirkorowem) – 4:00
5. „Love Me Tonight” (Extended Mix) – 6:50
6. „Love Me Tonight” (Instrumental Version) – 3:00
7. „Love Me Tonight” (Video-Version) – 3:00
8. „ A Short Film About Angelica” – 3:00
9. Angelica Agurbash – Photo & Biography

DVD promo
1. „Love Me Tonight” – 3:04
2. „Love Me Tonight” (Extended Mix) – 10:48
3. „From Belarus To Europe With Love” – 68:54